# Gunung Tanah Hitam
Gunung Tanah Hitam är ett berg i Indonesien.   Det ligger i provinsen Aceh, i den västra delen av landet, 1 500 km nordväst om huvudstaden Jakarta. Toppen på Gunung Tanah Hitam är 878 meter över havet.
Terrängen runt Gunung Tanah Hitam är kuperad åt sydväst, men åt nordost är den bergig. Runt Gunung Tanah Hitam är det ganska glesbefolkat, med 27 invånare per kvadratkilometer. I omgivningarna runt Gunung Tanah Hitam växer i huvudsak städsegrön lövskog.